# 여주남로
여주남로(Yeojunam-ro)는 대한민국의 경기도 여주시 중앙동 월송교차로에서 시작하여, 경기도 여주시 가남읍  건장사거리를 연결하는 도로이다.

## 주요 경유지
경기도
- 여주시 (중앙동 . 세종대왕면 . 가남읍)

## 노선 경로
| 이름            | 접속 노선                 | 소재지        | 소재지        | 비고          |
| 우암로와 직결   | 우암로와 직결             | 우암로와 직결 | 우암로와 직결 | 우암로와 직결 |
| --------------- | ------------------------- | ------------- | ------------- | ------------- |
| 월송 교차로     | 국도 제37호선 (여주북로)  | 여주시        | 중앙동        |               |
| 연라1 교차로    | 월평로 운골로             | 여주시        | 중앙동        |               |
| 연라 3 교차로   |                           | 여주시        | 중앙동        |               |
| 연라4 교차로    | 연하동로                  | 여주시        | 중앙동        |               |
| 오계 교차로     | 명품1로                   | 여주시        | 세종대왕면    |               |
| 남여주IC 교차로 | 중부내륙고속도로 제45호선 | 여주시        | 가남읍        |               |
| 본두4 교차로    | 본두2길                   | 여주시        | 가남읍        |               |
| 본두5 교차로    | 오산2길                   | 여주시        | 가남읍        |               |
| 본두교          |                           | 여주시        | 가남읍        |               |
| 하귀 교차로     |                           | 여주시        | 가남읍        |               |
| 삼군사거리      | 지방도 제341호선 (양화로) | 여주시        | 가남읍        |               |
| 삼군2 교차로    | 일신로                    | 여주시        | 가남읍        |               |
| 가남 교차로     |                           | 여주시        | 가남읍        |               |
| 건장사거리      | 국도 제3호선 (경충대로)   | 여주시        | 가남읍        |               |

## 주요건물 및 시설
- 연라초등학교 (여주남로 116/월송동 313-42)
- HD현대오일뱅크 탑골주유소 (여주남로 158/연라동 166-9)
- 연라2통 마을회관 (여주남로 213/연라동 670-7)
- GS25 여주남로점 (여주남로 305/연라동 392-2)
- HD현대오일뱅크 세창주유소 (여주남로 312/연라동 392-5)
- CU 뉴남여주IC점 (여주남로 322/연라동 392-7)
- 이마트24 여주영재점 (여주남로 345/연라동 401-23)
- 현대자동차 블루핸즈 대광현대서비스 (여주남로 755/본두리 720)
- 여주추모공원 (여주남로 769/본두리 768-1)
- S-OIL 혜진주유소 (여주남로 1099/심석리 282-3)